# Ichthyoconodon
Ichthyoconodon — вимерлий рід евтриконодонтових ссавців із нижньої крейди Марокко. Він примітний тим, що його знайшли в унікальному морському місці, а форма його зубів свідчить про незвичайну екологічну нішу, яка потенційно може харчуватися рибою. Аналіз показує, що це частина групи планерних ссавців, до якої входить Volaticotherium.

## Опис
Іхтіоконодон відомий лише з двох корінних зубів із відкладень синкліналі Ануал у Марокко, у формації Ксар Метлілі, яка належить до берріасу. Ці зуби мають характеристики, пов'язані з летючими евтриконодонтановими ссавцями. Корінні зуби мають довжину лише близько 4 міліметрів, розмір можна порівняти з розміром спорідненого виду Jugulator. Вони стиснуті в лезоподібну форму та розташовані в лінію з легким вигином, подібно до інших тварин цієї групи, таких як Argentoconodon.

## Екологія
Зуби іхтіоконодонів були знайдені в морських відкладеннях, поряд із таксонами, як-от гібодонтидні акули, орнітохейрідові птерозаври, променепері риби та морські черепахи, а також кілька наземних таксонів, як-от тероподи. На відміну від інших зубів ссавців, у тому числі інших сучасних зубів, таких як Hahnodon, які демонструють певний ступінь деградації, зуби Ichthyoconodon істотно не змінені, що свідчить про те, що ссавець або помер на місці, або був лише перенесений на невелику відстань під водою.
Оскільки зуби Ichthyoconodon досить гострі та в деяких деталях збігаються з зубами рибоїдних ссавців, таких як видри та тюлені, деякі дослідники припускають, що він міг харчуватися рибою. Немає жодних доказів водного способу життя, окрім місця, де були знайдені скам'янілості. Однак у мезозої були прісноводні напівводні ссавці, включаючи докодонтів юрського та крейдяного періодів, таких як Castorocauda та Haldanodon, ранньокрейдових однопрохідних та пізньокрейдяний Didelphodon. Ichthyoconodon і Dyskritodon amazighi — єдині мезозойські ссавці, які, як припускають, шукали їжу в морі. Такі дослідники, як Зофія Кілан-Яворовська, вказали на відсутність функціонального порівняння між зубами евтриконодонтів і зубами морських ссавців. На відміну від зубів тюленів і китоподібних, корінні зуби евтриконодонта закупорюють, створюючи зрізальний рух, подібно до карнасіалів, і на відміну від функції захоплення корінних зубів морських ссавців.
Цілком можливо, що Ichthyoconodon міг бути планерним ссавцем, виходячи з його спорідненості з іншими планерними ссавцями, такими як Volaticotherium. Присутність Argentoconodon у Південній Америці, Volaticotherium в Азії та Ichthyoconodon у Північній Африці за такий відносно близький проміжок часу свідчить про те, що, можливо, існувала широко розповсюджена клада планерних триконодонтів юри та ранньої крейди.